# Bardzo groźna księżniczka i ja
Bardzo groźna księżniczka i ja – album Martyny Jakubowicz wydany w 1986 roku nakładem wytwórni Polton.

## Lista utworów
Strona 1
1. "Odpadam" (A. Nowak – B. Olewicz) – 2:50
2. "Rosalie" (R. Rękosiewicz – R. Rękosiewicz) – 2:20
3. "Ja tylko sobie gram" (A. Nowak – B. Olewicz) – 3:20
4. "Miecz i kij" (M. Jakubowicz – A. Jakubowicz) – 4:53
5. "Bądź poezją, bądź zaklęciem" (M. Jakubowicz – B. Olewicz) – 6:25

Strona 2
1. "Puste miejsce po obrazku na ścianie" (M. Jakubowicz – A. Jakubowicz) – 4:25
2. "Żagle tuż nad ziemią" (M. Jakubowicz – M. Kłobukowski) – 5:10
3. "Karczma na moście" (M. Jakubowicz – A. Jakubowicz) – 4:11
4. "Baby w Meksyku" (M. Jakubowicz, R. Rękosiewicz – A. Jakubowicz) – 5:42

## Twórcy
- Piotr Szkudelski – perkusja, instrumenty perkusyjne
- Andrzej Nowak – gitara
- Rafał Rękosiewicz – instrumenty klawiszowe
- Robert Jaszewski – gitara basowa
- Aleksander Korecki – saksofon
- Jan Hnatowicz – gitara

Personel
- Piotr Madziar, Ryszard Gloger, Jacek Frączek – realizacja
- Andrzej Świetlik, Władysław Lemm, Jacek Ebert – projekt graficzny
- Marcin Jacobson – producent